# Coptocercus aruensis
Coptocercus aruensis är en skalbaggsart som beskrevs av Wang 1995. Coptocercus aruensis ingår i släktet Coptocercus och familjen långhorningar. Inga underarter finns listade i Catalogue of Life.